# Lee Haeng-su
Lee Haeng-Su (tiếng Hàn: 이행수; sinh ngày 27 tháng 8 năm 1990) là một cầu thủ bóng đá Hàn Quốc thi đấu ở vị trí tiền đạo. cho Siheung City ở K3 League